# 1877 год в науке
В 1877 году произошли различные научные и технологические события, некоторые из которых представлены ниже.

## События
- 12 августа американский астроном Асаф Холл открыл Деймос — один из спутников Марса. 18 августа он же открыл другой спутник, Фобос.
- Георг Кантор обнаружил (и долго не мог этому поверить), что прямая и плоскость содержат одинаковое «количество» точек[1].
- Людвиг Больцман выдвинул гипотезу о вероятностной сущности энтропии.
- Немецкий терапевт Адольф Куссмауль впервые описал дислексию (сам термин появился позже, в 1887 году).
- Томас Эдисон продемонстрировал фонограф (патент взял в 1878 году).

## Награды
- Медаль Копли — Джеймс Дуайт Дана.
- Медаль Дэви — Роберт Вильгельм Бунзен и Густав Роберт Кирхгоф.
- Медаль Левенгука — Христиан Готфрид Эренберг.

## Родились
См. также: Категория:Родившиеся в 1877 году
- 20 января — Дэвид Мэги (ум. 1960), американский классический филолог (антиковед), академик[2].
- 7 февраля — Годфри Харолд Харди, английский математик (ум. 1947).
- 21 апреля – Якоб Гиннекен, нидерландский учёный-лингвист
- 1 сентября — Фрэнсис Уильям Астон, английский физик, лауреат Нобелевской премии по химии (1922) (ум. 1945).
- 2 сентября — Фредерик Содди, английский радиохимик, лауреат Нобелевской премии по химии (1921) (ум. 1966).
- 11 сентября — Джеймс Хопвуд Джинс, английский астроном и физик (ум. 1946).
- 13 сентября — Вильгельм Фильхнер, немецкий путешественник и исследователь (ум. 1957).
- 21 октября — Освальд Эвери, американский молекулярный биолог (ум. 1955).
- 25 октября — Генри Норрис Расселл, американский астрофизик (ум. 1957).

## Скончались
См. также: Категория:Умершие в 1877 году
- 12 января — Вильгельм Гофмейстер, немецкий ботаник (род. 1824).
- 26 марта — Карл Бремикер, немецкий астроном, издатель первого в мире безошибочного сборника логарифмических таблиц (1852 год), который получил широкое распространение и переиздавался десятки раз во многих странах (род. 1804).
- 22 мая — Петер Фредрик Вальберг, шведский учёный, энтомолог, ботаник (род. 1800).
- 3 июня — Людвиг Алоиз Фердинанд фон Кёхель, австрийский музыковед и ботаник (род. 1800).
- 17 сентября — Уильям Генри Фокс Тальбот, английский физик и химик, один из изобретателей фотографии (род. 1800).
- 23 сентября — Урбен Леверье, французский астроном, первооткрыватель планеты Нептун (род. 1811).
- 26 сентября — Герман Гюнтер Грассман, немецкий математик (род. 1809).
- 10 октября – Иоганн Георг Байтер, швейцарский филолог.